# Couvent des Carmes de Lisbonne
Pour les articles homonymes, voir Couvent des Carmes.
Le couvent des Carmes (Convento do Carmo en portugais) est situé sur le Largo do Carmo à Lisbonne, au Portugal. Il domine le Rossio.
L'ancienne principale église gothique de la capitale s'écroula lors du violent tremblement de terre de 1755, et ne fut jamais reconstruite. Ces ruines visibles de loin restent comme un des principaux témoins de la catastrophe de 1755. De nos jours, elles abritent le musée archéologique du Carmo.

## Histoire

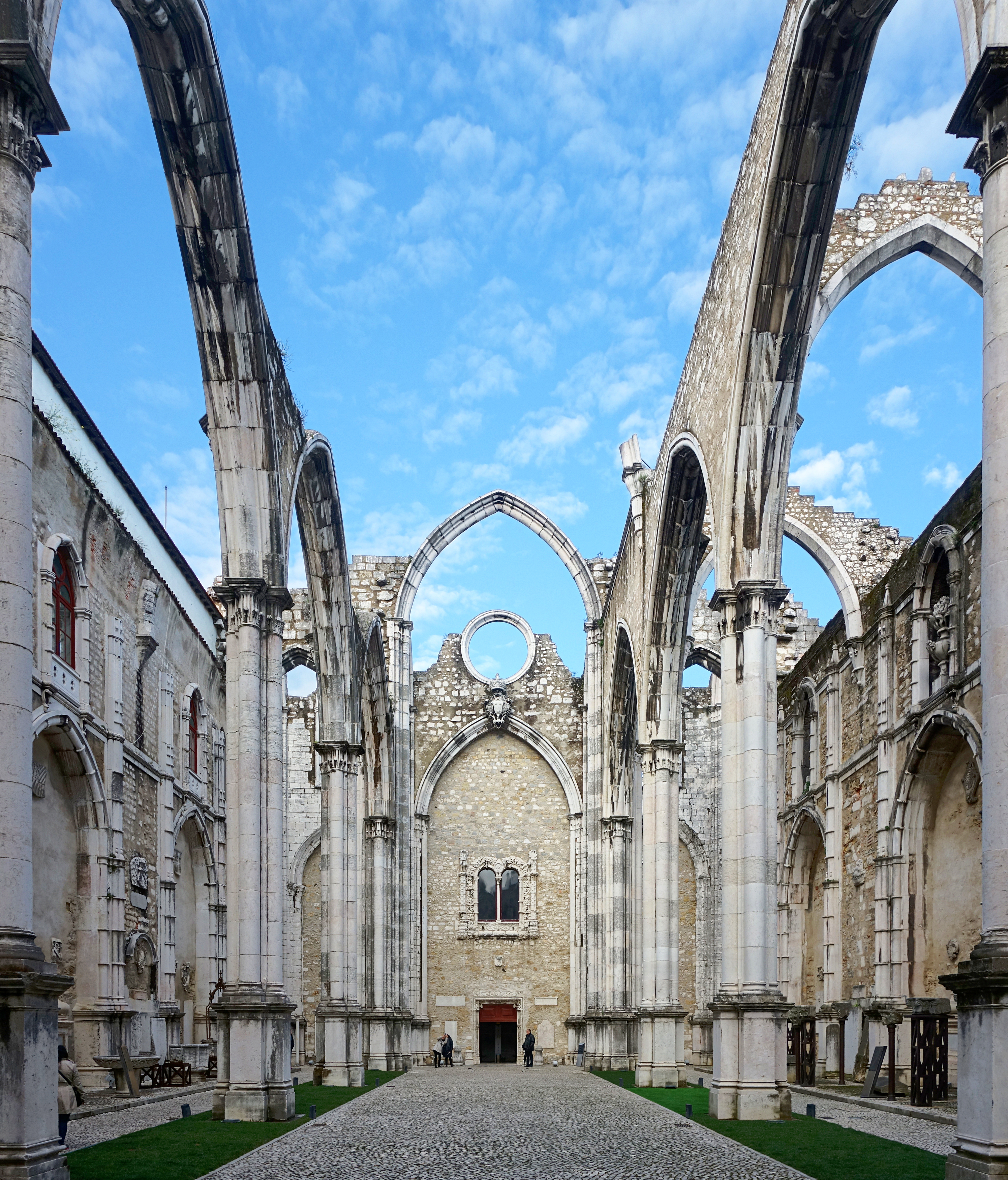
Ruines de la nef de l'église du couvent.
- Vidéo - Ruines de l'église

Le couvent fut fondé par Nuno Álvares Pereira en 1389, et occupé à l'origine par les frères carmélites de Moura, appelés par Don Nuno pour revenir au couvent en 1392. En 1404, Don Nuno donna ses biens au couvent, et, en 1423, il y entra lui-même comme religieux.
Le couvent et l'église furent érigés approximativement entre 1389 et 1423 dans un style gothique, influencé par le Monastère de Batalha. Ce dernier, fondé par Don João Ier était en construction à la même époque.
Le 1er novembre 1755, le tremblement de terre détruisit une grande partie de l'église et du couvent, qui ne furent jamais entièrement reconstruits. Une nouvelle aile du couvent fut construite sous le règne de Marie Ire de Portugal, sans se préoccuper du style original. Elle fut occupée par les frères carmes jusqu'à l'expulsion des ordres religieux, en 1834. Elle fut ensuite convertie en installation militaires en 1836.
Ce fut dans la caserne du Carmo, siège du commandement général de la gendarmerie portugaise, que se réfugia le président du conseil de l'Estado Novo, Marcelo Caetano, pendant la révolution des œillets. L'encerclement de la caserne fut conduit par le capitaine Salgueiro Maia.
Au Largo do Carmo, en face du couvent, on trouve la fontaine du Carmo, conçue au XVIIIe siècle par Ângelo Belasco, et décorée de quatre dauphins.

## Caractéristiques

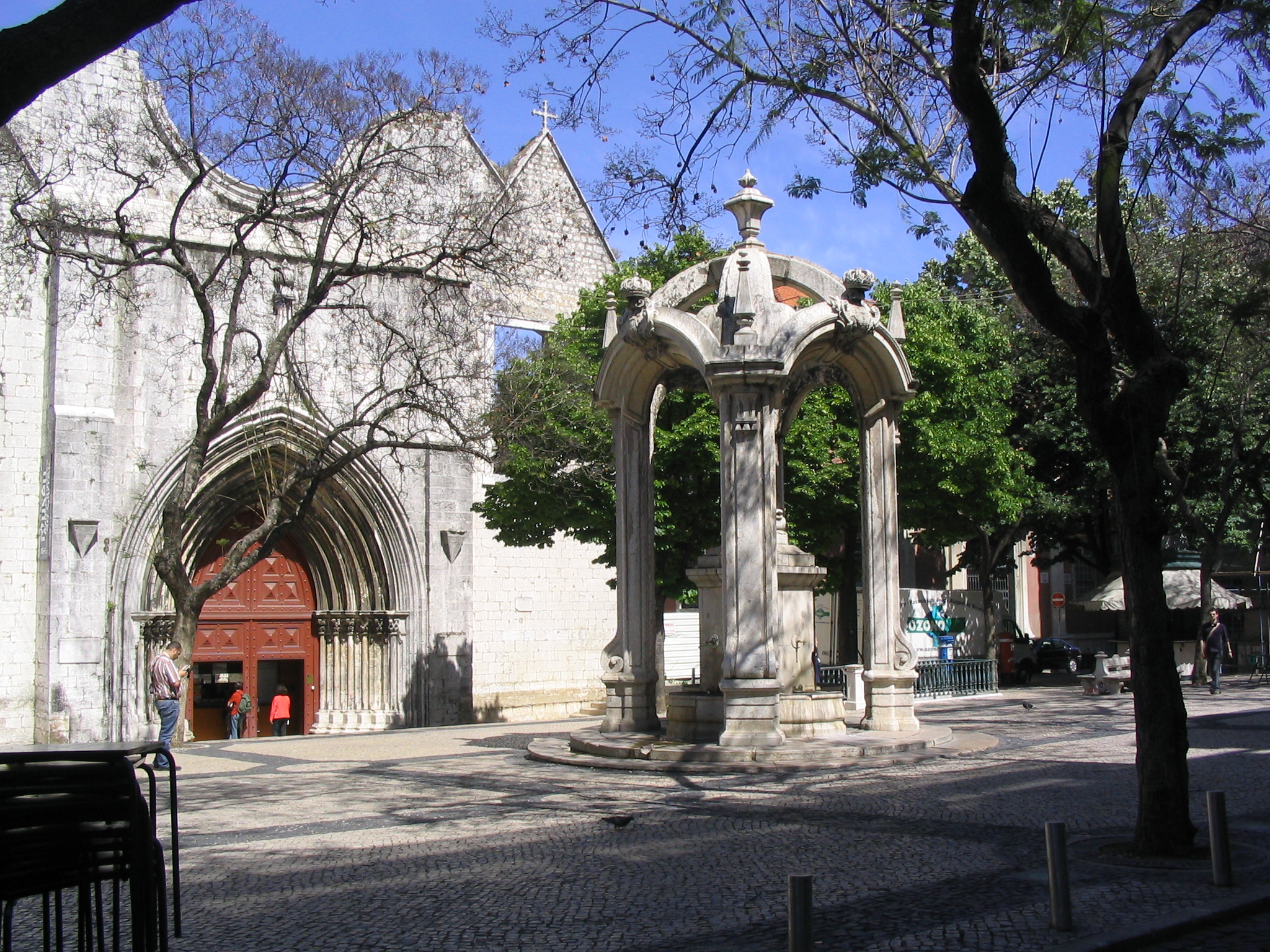
Largo do Carmo avec la fontaine et l'entrée principale du couvent.

La façade de l'église possède un portail de plusieurs archivoltes lisses avec des chapiteaux décorés. 
La rosace qui surplombait le portail est détruite. La face sud de l'église est soutenue par cinq arcboutants, ajoutés en 1399, après un effondrement durant la construction de l'église. Les trois nefs de l'intérieur se prolongent en une abside et quatre absidioles. Le toit de la nef s'est effondré lors du tremblement de terre, et seuls les arcs en ogives transversaux qui le soutenaient sont encore visibles.

## Musée archéologique
Le corps principal de l'église et le chœur (dont le toit résista au tremblement de terre), furent réhabilités et abritent aujourd'hui un musée archéologique avec une petite collection. Les principales pièces datent du Paléolithique et du Néolithique portugais, et proviennent de fouilles d'une fortification préhistorique près d'Azambuja  (3500 av. J.C. - 1500 av. J.C.). 

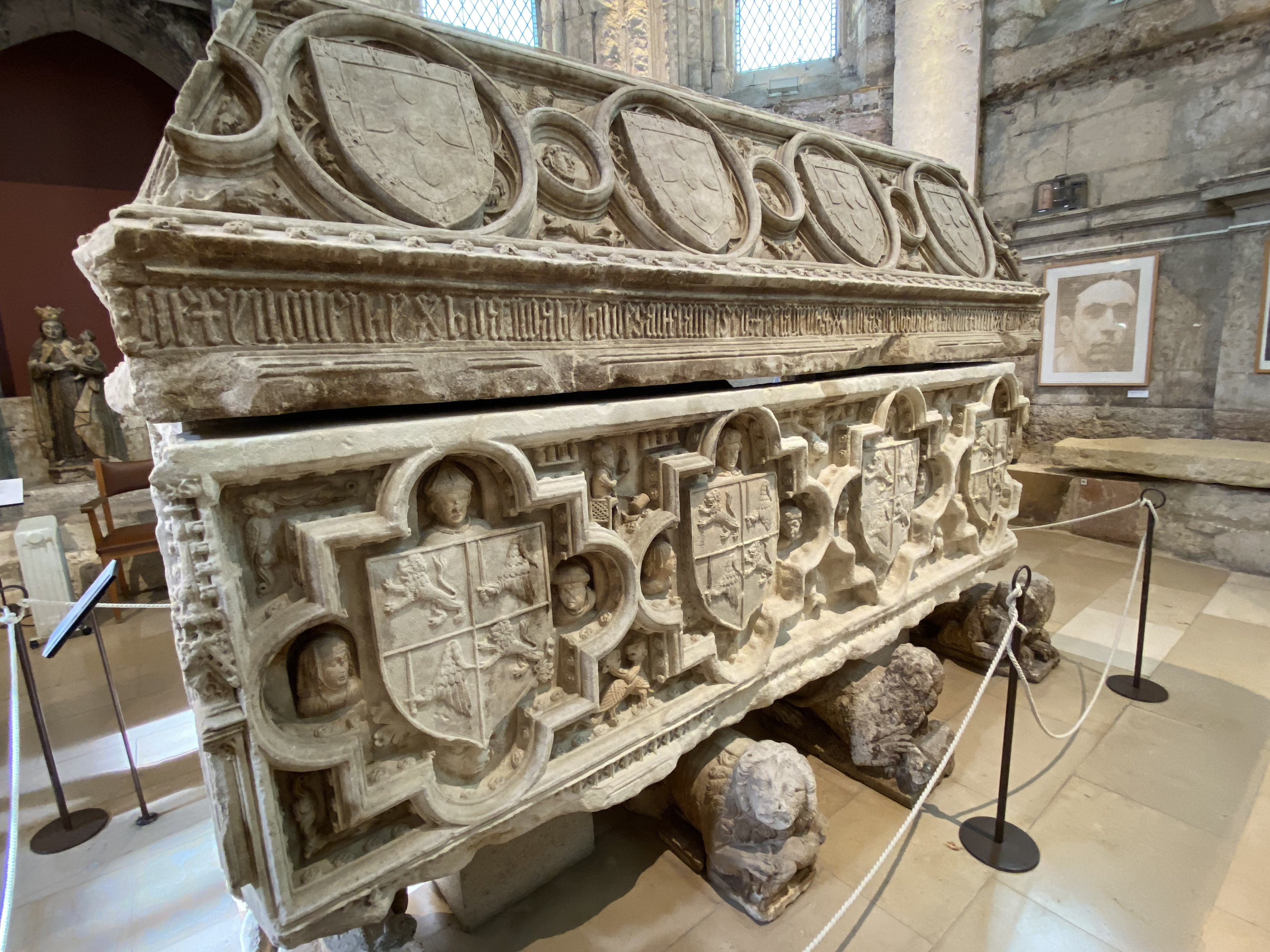
Sarcophage du roi D. Fernando I (XIVe siècle)

Les sarcophages gothiques principaux comprennent celui de D. Fernando Sanches (début du XIVe siècle), décoré avec des scènes de chasse au sanglier. On note aussi une statue d'un roi du XIIIe siècle (peut-être Alphonse Ier de Portugal), à côté d'objets romains, wisigoths, et même deux momies peruviennes.
Le tombeau du roi Ferdinand Ier de Portugal (1367-1383), transféré d'un couvent à Santarém, se trouve dans le Musée archéologique.

## Galerie

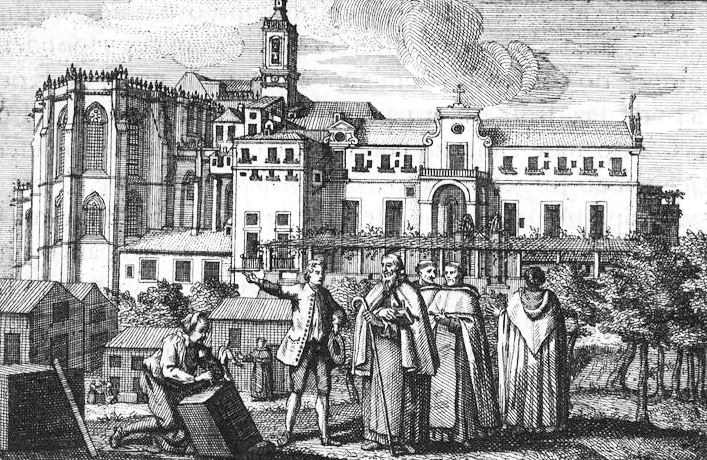
En 1745, gravure de Debrie
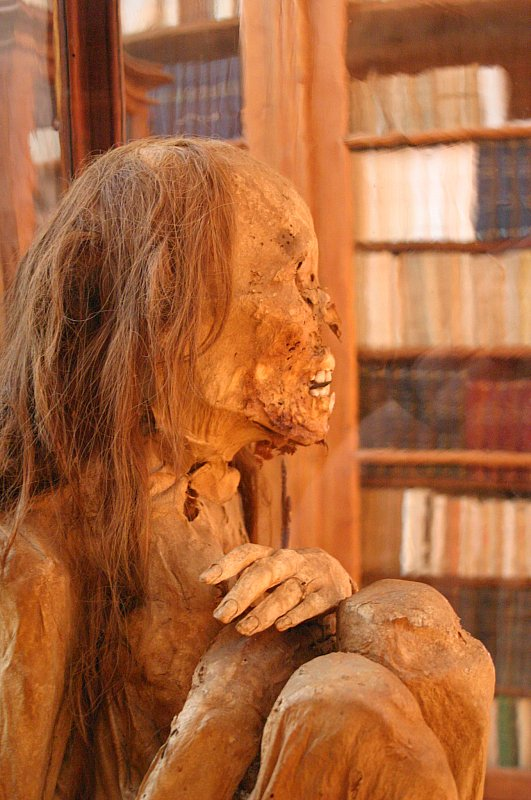
Momie du musée
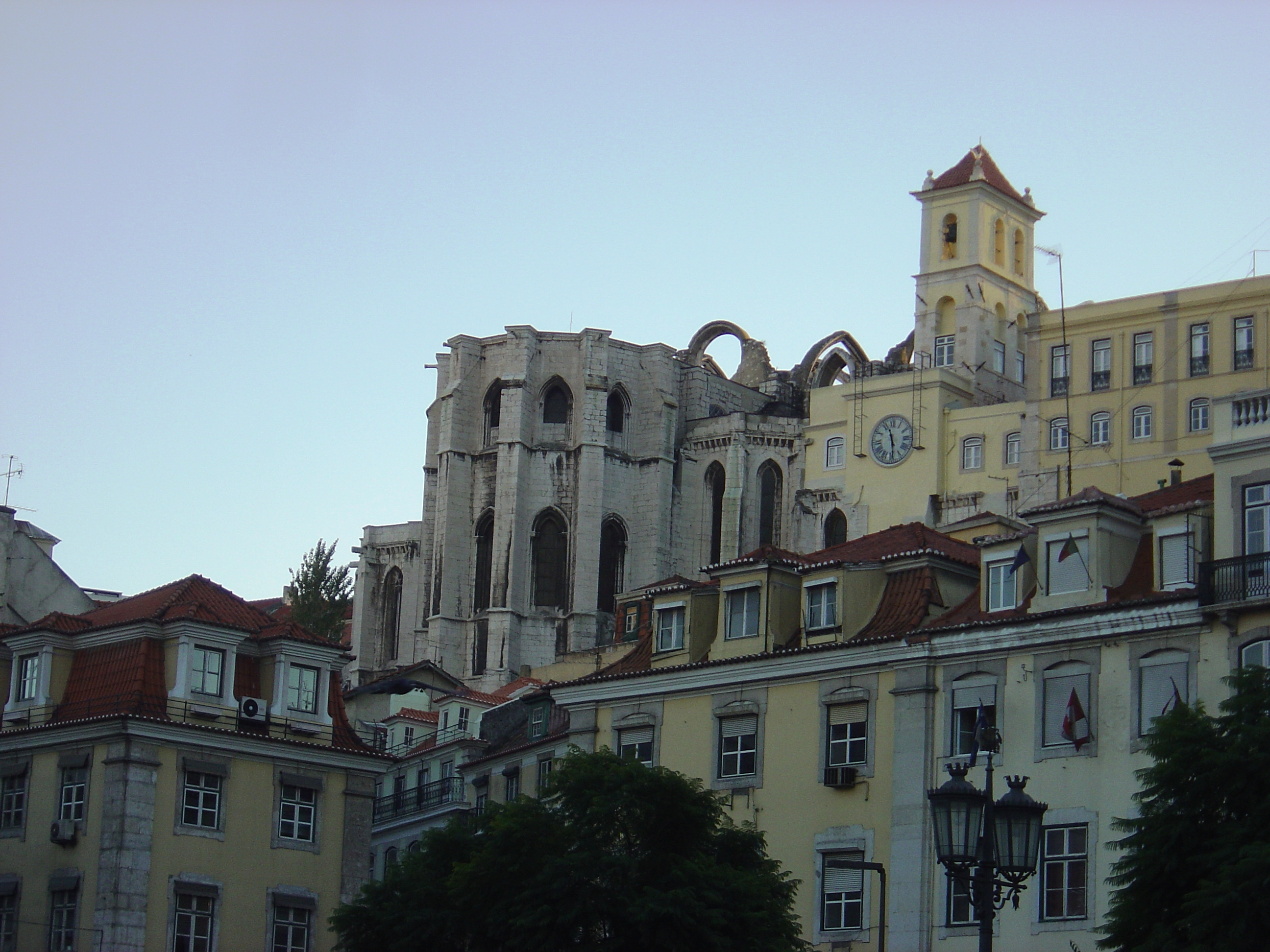
Vue générale
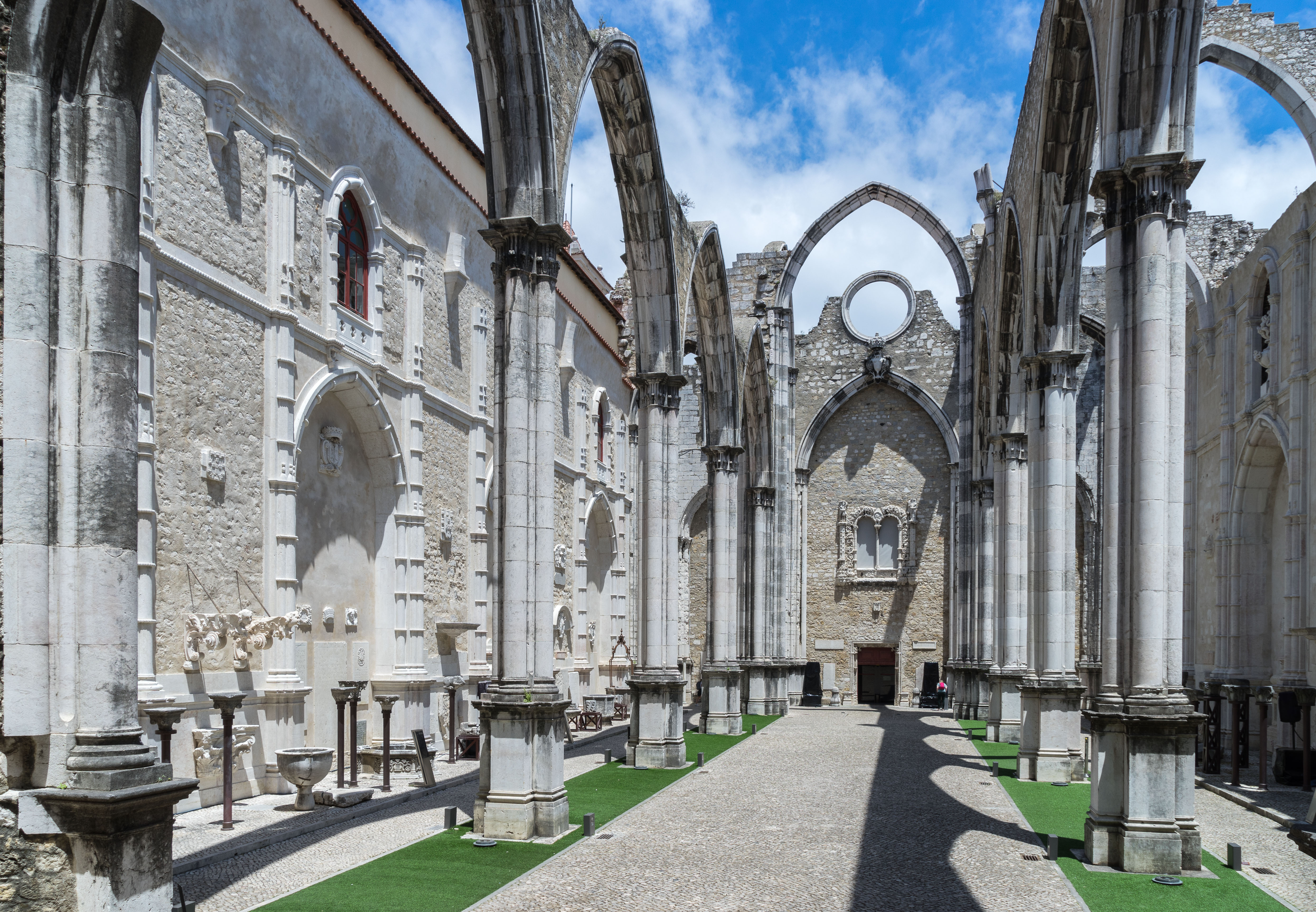
Vue générale du couvent
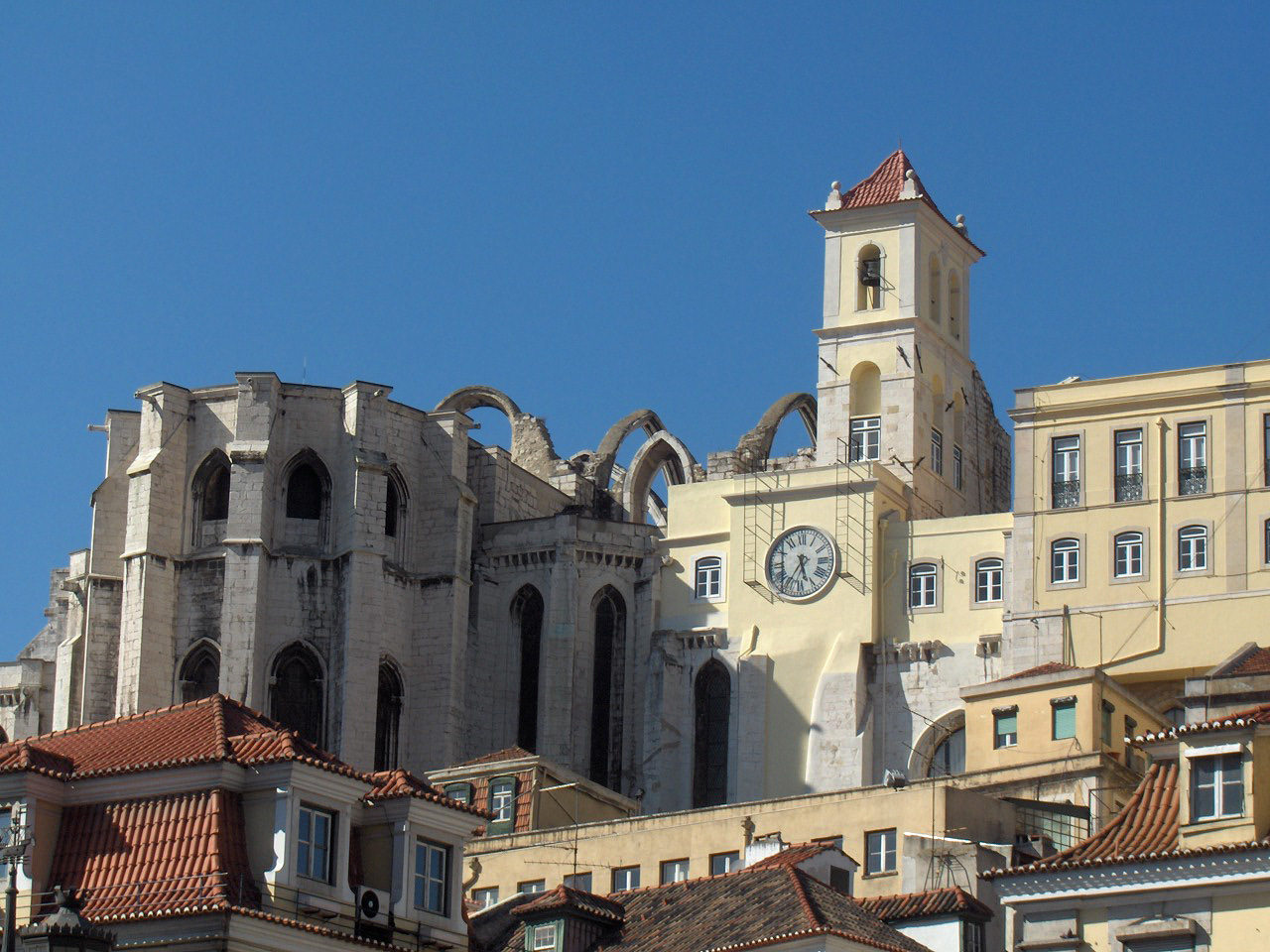
Ruines du couvent et de l'église du Carmo vues du Rossio